# Richard Müller
Richard Müller (* 6. září 1961 Hlohovec) je slovenský zpěvák a hudebník. Zpívá slovensky i česky. Často své písně textuje, někdy k nim skládá i hudbu. Je synem herce Vlada Müllera a herečky Elišky Müllerové. V ČR a SR se prodalo více než 1 milion jeho alb.

## Život
Absolvoval filmovou a televizní dramaturgii a scenáristiku na VŠMU v Bratislavě (1985). Během studia se věnoval zejména publicistické činnosti v časopisech Populár a Gramorevue. V roce 1984 založil hudební skupinu Banket, v roce 1992 začala jeho sólová kariéra. Kromě hudby moderoval rozhlasové pořady a televizní talkshow Müllerád a Promülle.
V 90. letech začal brát drogy, v březnu 2000 při televizním rozhovoru přiznal blahodárný vliv dlouholetého užívání marihuany, užívání kokainu, ale také experimenty s heroinem (včetně nitrožilní aplikace). Za toto vystoupení byl později slovenskou policií obviněn z trestného činu šíření toxikomanie. Negativní kontroverze vzbudilo také jeho vystoupení v březnu 2000 ve Zlíně se skupinou IMT Smile, při kterém v jednom okamžiku vystupoval nahý a dožadoval se pervitinu. Zpěvák také dlouhodobě trpí bipolární afektivní poruchou, k jejímuž propuknutí údajně přispělo i užívání drog. Několikrát se pokusil o sebevraždu.
V roce 1986 se oženil s televizní hlasatelkou Soňou Müllerovou, se kterou má syna Filipa (* 1991) a dceru Emu (* 1994). Rozvedli se v roce 2001, k čemuž údajně přispěly i zpěvákovy drogové excesy. Později žil s českou hudebnicí Ivou Bittovou. Jeho současná manželka je Češka Vanda Wolfová, povoláním manažerkou nadnárodní reklamní agentury. Mají spolu syna Markuse (* 2012). 12. září 2024 se s Vandou Wolfovou oženil.
Existuje podezření, že se za vlády komunistů zapletl s tajnou policií: na seznamech spolupracovníků Státní bezpečnosti je uveřejněn jako agent pod krycím jménem Herec, s evidenčním číslem 25 920.
V roce 2016 měl premiéru česko-slovenský dokumentární film Richard Müller: Nepoznaný v režii Mira Rema.

## Hudební kariéra

### Banket
Jeho první nahrávkou byla píseň Rádio, kterou nahrál se skupinou Burčiak. Povzbuzen jejím úspěchem v roce 1984 založil s Martinem Karvašem hudební skupinu Banket, která se výrazně věnovala elektronické hudbě. Se skupinou absolvoval také v roce 1984 první veřejné vystoupení na Bratislavské lyře (s písničkou Nespoznaný). V roce 1986 skupina vydala úspěšné debutové album Bioelektrovízia (asi největším hitem na něm byla píseň Po schodoch), na kterém spolupracovala s Vašem Patejdlem. Richard Müller kromě zpěvu složil většinu písní a několik jich také otextoval. Poté přišel do skupiny Andrej Šeban, který se také výrazně autorsky podílel na dalším albu Druhá doba?!, vydaném v roce 1988. Richard Müller kromě zpěvu složil asi polovinu písní a několik jich tak otextoval. S písní Aj ty! skupina v roce 1989 vyhrála Bratislavskou lyru. Poslední album Vpred? vydala skupina v roce 1990, Richard Müller se na něm kromě zpěvu autorsky podílel jen na několika písních.

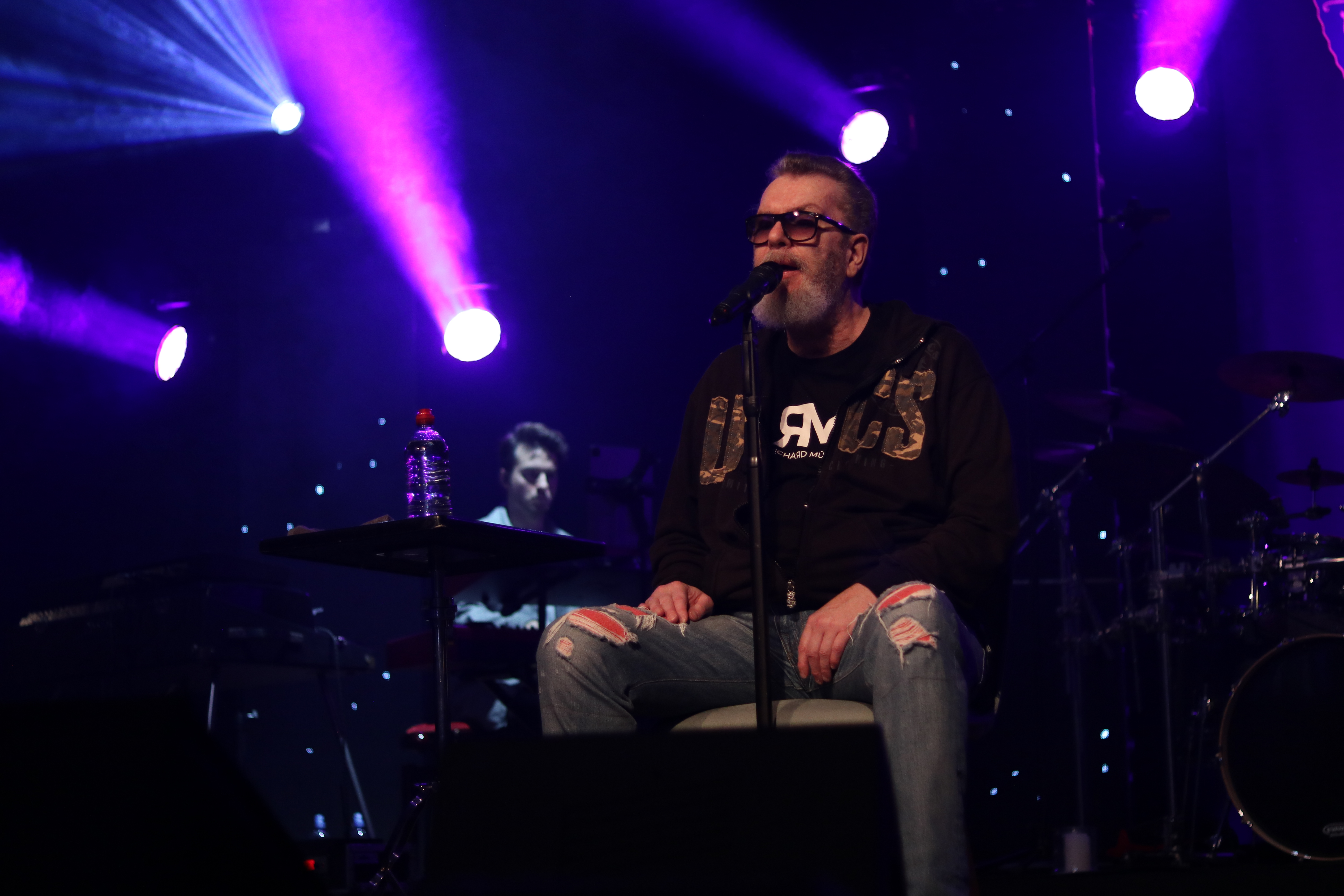
Vystoupení Richarda Müllera v divadle Hybernia v rámci turné Čierna labuť, biela vrana v prosinci 2023

### Sólová kariéra
Již během hraní s Banketem se Richard Müller věnoval i sólovým projektům. V roce 1988 nazpíval na album V penziónu Svět autorské dvojice Hapka a Horáček dvě písně v češtině – Rozeznávám a Štěstí je krásná věc. Po rozpadu Banketu se Richard Müller plně věnoval své sólové kariéře. První album Neuč vtáka lietať vydal v roce 1992, kromě zpěvu složil i všechny písně a napsal většinu textů. O dva roky později začala na albu 33 jeho dlouholetá autorská spolupráce s Jarem Filipem. Dále spolu vydali tři úspěšná alba L.S.D. (1996), Nočná optika (1998) a Koniec sveta (1999).
V roce 2000 vydal česky zpívané album ... a hosté, na kterém se však autorsky podílel jen minimálně. Při jeho tvorbě se však seznámil Ivanem Táslerem, se kterým po smrti Filipa vydal v roce 2001 album ’01. V roce 2003 pobýval Richard Müller v New Yorku, kde také s místními hudebníky nahrál album Monogamný vzťah, na které složil všechnu hudbu i napsal všechny texty. I další výrazně autorské album 44 nahrál v New Yorku, bylo to v roce 2005 a za účasti špičkových amerických instrumentalistů – na bubny hrál Omar Hakim, na baskytary Anthony Jackson a Will Lee, na kytaru pak Hiram Bullock. V této sestavě vyrazili v prosinci 2005 turné do České a Slovenské republiky.
V roce 2006 oznámil konec kariéry a odehrál poslední turné. O dva roky později se však začal vracet na scénu, když odehrál jeden koncert na trenčínském festivalu Pohoda, v roce 2009 již několik koncertů. Roku 2010 pak vydal album Už ve spolupráci s hudebníky ze skupiny B3 a následující rok vydal album Ešte, na kterém spolupracoval s Ivanem Táslerem.

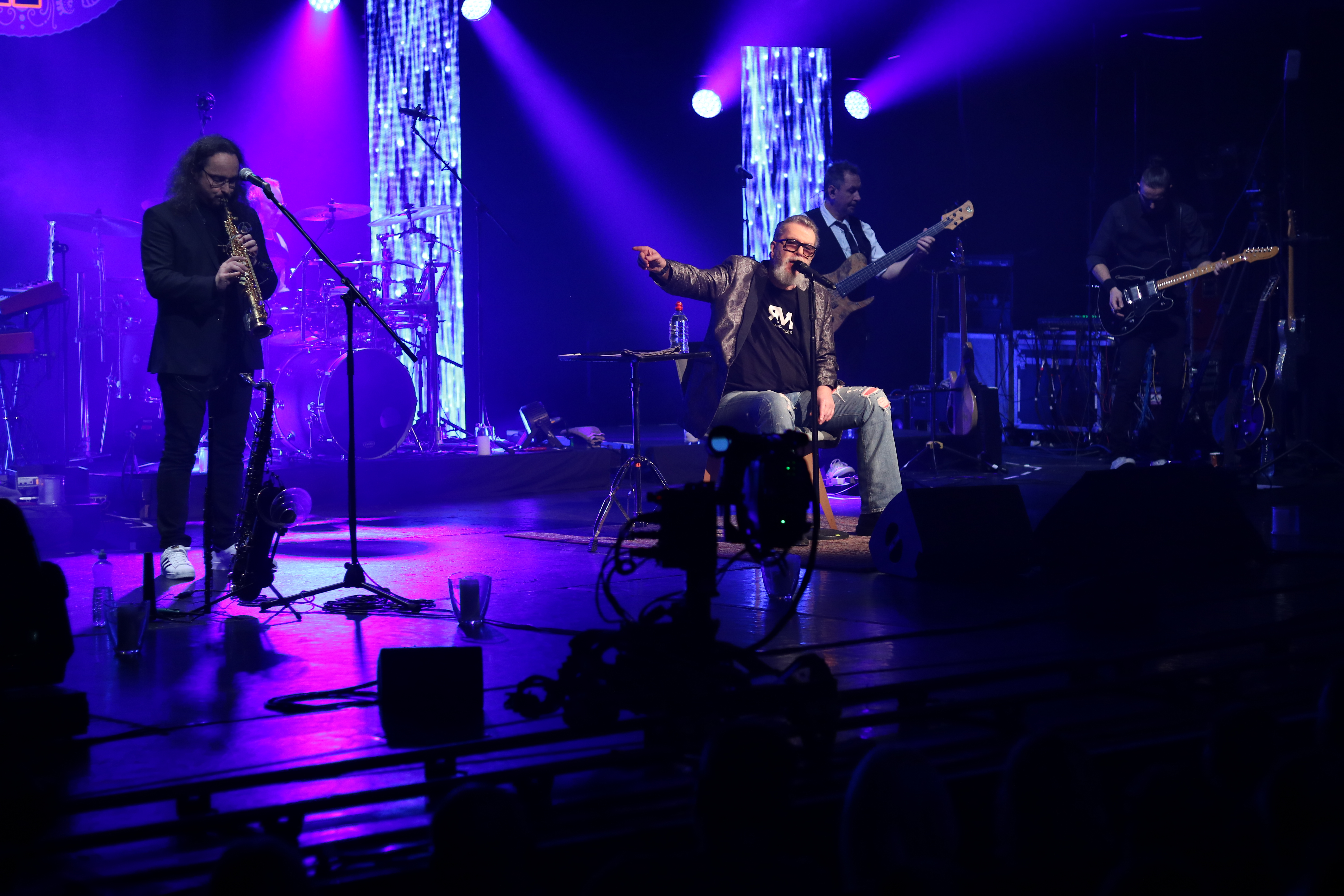
Vystoupení Richarda Müllera v divadle Hybernia v rámci turné Čierna labuť, biela vrana v prosinci 2023

### Další projekty
Je autorem či spoluautorem scénické hudby k filmům, např. Kúpeľňový hráč (1988), divadelním inscenacím a muzikálu Baal (1991, s Andrejem Šebanem) podle Bertholda Brechta. Zpíval v projektu P.P.F. s hudebníky Andrejem Šebanem, Oskarem Rózsem a Marcelem Buntajem. Složil také texty pro alba Jara Filipa Cez Okno a Ten čo hrával s Dežom. S Milanem Lasicou vydal album Müller spieva Lasicu, Lasica spieva Müllera, Müller a Lasica spievajú Filipa, na album Citová investice autorské dvojice Hapka a Horáček nazpíval dvě písně. Jako literární postava se objevil v románu Petra Maděry Černobílé rty (mj. je zde popsán Müllerův první sólový koncert v pražské Lucerně).

## Ocenění
Za svou kariéru získal na Slovensku sedm cen Aurel a dva Zlaté sláviky. V anketě 100 nejlepších slovenských alb deníku Nový čas se umístila dvě alba Banketu – Bioelektrovízia (na třetím místě) a Druhá doba, dále čtyři sólová alba – Nočná optika, 33, ’01 a 44. V anketě Top 25 česko-slovenských alb dekády (2000–2010) serveru musicserver.cz skončilo album ’01 na devátém místě.

## Nejznámější písně
- Prečo vy ľudia XX. storočia máte vždy zachmúrené obočia?, Müller/Mikletič, vyšlo jen jako singl
- Po schodoch, Patejdl/Mikletič, vyšlo na albu Bioelektrovízia
- Štěstí je krásná věc, Hapka/Horáček, vyšlo na albu V penzionu Svět
- Aj Ty, Müller/Peter, vyšlo na albu Vpred ?
- Nebude to ľahké, Müller/Müller, vyšlo na albu Neuč vtáka lietať
- Milovanie v daždi, Filip/Müller, vyšlo na albu 33
- Cigaretka na 2 ťahy, Filip/Müller, vyšlo na albu LSD
- Srdce jako kníže Rohan, Tásler/Horáček, vyšlo na albu ... a hosté
- Baroko, Tásler/Horáček, vyšlo na albu ... a hosté
- Nahý II., Tásler/Müller, vyšlo na albu ’01

## Diskografie

### Se skupinou Banket
- 1984 Nespoznaný – Opus, SP
- 1985 Prečo vy ľudia XX. storočia/Štrbina lásky v grafikóne ... – Opus, SP
- 1986 Espreso tón / Namyslená – Opus, SP
- 1986 Niet čím ťa klamať – Opus, SP
- 1986 Bioelektrovízia – Opus, LP
- 1988 Up the stairs (anglická verzia Bioelektrovízie) – Opus, LP
- 1989 Druhá doba? – Opus, LP
- 1989 Aj ty!/Trik – Opus, SP
- 1990 Vpred ? – Opus,
- 1991 BANKET 1984–1991 – Opus, CD
- 2005 Banket Gold – Opus, CD

### Studiová alba
- 1992 Neuč vtáka lietať – Popron, LP, MC, CD
- 1994 33 – BMG Ariola, MC, CD
- 1996 LSD – PolyGram, MC, CD
- 1998 Nočná optika – PolyGram, MC, CD
- 1999 Koniec sveta – Universal Music, MC, CD
- 2000 ... a hosté – Universal Music, MC, CD
- 2001 ’01 – Universal Music, MC, CD
- 2004 Monogamný vzťah – Universal Music, MC, CD
- 2005 44 – 44 s.r.o, MC, CD
- 2006 V.V.
- 2010 Už
- 2011 Ešte – Universal Music, CD
- 2013 Hlasy – se skupinou Fragile, Universal Music, CD
- 2014 Hlasy 2 – se skupinou Fragile
- 2015 Socialní síť
- 2016 55 – Universal Music, CD
- 2020 Hodina medzi psom a vlkom – OYSTERAgency/Universal Music s.r.o., CD
- 2022 Čierna Labuť Biela Vrana – OYSTERAgency/Universal Music s.r.o., CD

### Koncertní alba, Best Of
- 1999 Müllenium live – PolyGram, MC, CD
- 2002 Retro – Universal Music, MC, CD
- 2006 Čo bolo, bolo – Universal Music, CD
- 2007 44 Koncert – Live – 44 s.r.o, CD, DVD

### Kompilace, ostatní projekty
- 1988 V penziónu svět – písně Petra Hapky na slova Michala Horáčka – Supraphon, LP (reedice (CD): B&M Music, 1995, 1998, Supraphon 2007) – 01. Štěstí je krásná věc/02. Rozeznávám
- 1995 BAAL – BMG Ariola, MC, CD
- 1996 Hapka, Horáček – Citová investice – 02. Pod plynárnou/07. Kurt Vonnegut
- 1998 Jaro Filip – Ten čo hrával s Dežom – Opus, CD
- 1998 Domáce Vianoce – PolyGram, CD – 12. Marika Gombitová, Richard Müller, Janko Lehotský a Vašo Patejdl – Snehové sypané
- 2000 Koniec dobrý, všetko dobré II – Universal Music, MC, CD – 01. Richard Müller a hostia – Baroko/11. Richard Müller – Láska v sieti
- 2005 SK HITY 1 – Brjan Music, CD – 13. E + F
- 2007 Vianoce Gold – Opus, CD (edícia Gold) – 13. Vianočná
- 2008 Müller spieva Lasicu, Lasica spieva Müllera, Müller a Lasica spievajú Filipa – Sony BMG, CD